# Петергофский южный маяк
Петергофский южный маяк или Петродворцовый маяк — маяк на южном берегу Финского залива, расположенный в районе Нижнего парка дворцово-паркового ансамбля «Петергоф». Высота — 11,3 метра.
Маяк построен в конце XIX века. Является памятником архитектуры регионального значения.

## История
В XVIII веке и первой половине XIX века небольшие суда ходили в Петергоф летом и в светлое время суток. С появлением паровых судов длительность навигации увеличилась, а плавание стало круглосуточным. В издании «Описание маяков, башен и предостерегательных для мореплавания знаков Российской империи» от 1850 года упоминалось установка двух Петергофских навигационных огней. Они были установлены на пристани внешних оконечностей дамб и служили для указания Петергофского рейда, а также входа в канал гребных судов. В 1854 году великий князь Константин Николаевич, вице-адмирал и управляющий Морским министерством приказал перенести один из фонарей Купеческой гавани Кронштадта в Петергоф. Он принял такое решение, лично убедившись во время возвращения из Кронштадта в Петергоф, что в ночное время гавань «освещена весьма дурно». Маяк был установлен на северо-восточном углу бассейна Петергофского канала и представлял собой  фонарный столб с двумя маячными фонарями. В 1886 году Петергофский маяк был упразднён.
В июне 1887 года были установлены два створных маяка — Южный и Северный. Они находились в ведении Дирекции маяков и лоции Балтийского моря.
Южный маяк представлял собой белую, железную решётчатую цилиндрическую обшитую досками башню с шестью контрфорсами, фонарным сооружением и тамбуром. Высота башни от основания до верха купола составляла 11,35. Диаметр башни — 1,80 м. Внутри башни установили винтовую лестницу для подъёма в фонарное сооружение шириной 0,75 м. Вокруг фонарного сооружения устроена очень узкая галерея с железными перилами для очистки штормового остекления. На куполе установлен вентилятор для отвода продуктов горения с закреплённым на нём молниеприёмником с румбоуказателем. Также на маяке был установлен диоптрический аппарат 4-го разряда с постоянным белым огнём. Сила света аппарата составляла 6000 свечей.
В 1912 году маяк получили бело-красные переменные огни для обеспечения резкого отличия от окружающих береговых и судовых огней. В 1925 году Южный маяк стал светить белым огнём с 20 проблесками в минуту, что продолжалось до 1941 года. С началом Великой Отечественной войны маяк перешёл на особый режим работы, а с приближением врага выключен. В ходе боевых действий сооружение пострадало. После прорыва блокады Ленинграда уже в 1944 году маяк был восстановлен на прежнем месте.
Распоряжением КГИОП от 2 июня 2016 года Петергофский южный маяк включён в перечень объектов культурного наследия регионального значения.